# 엑스포로 (경주시)
엑스포로(Expo-ro)는 대한민국의 경상북도 경주시 신평동에서 시작하여, 천군동을 거쳐 엑스포삼거리까지 연결하는 도로이다.

## 노선 경로
- 삼거리 명칭 미상 - 보문로
- 엑스포교 (북천)
- 엑스포삼거리 - 경감로 (국도 제4호선)

## 주요 건물 및 시설
- 더케이 경주호텔 - 경상북도 경주시 엑스포로 45
- 신라밀레니엄파크 - 경상북도 경주시 엑스포로 55-12